# Лакханг

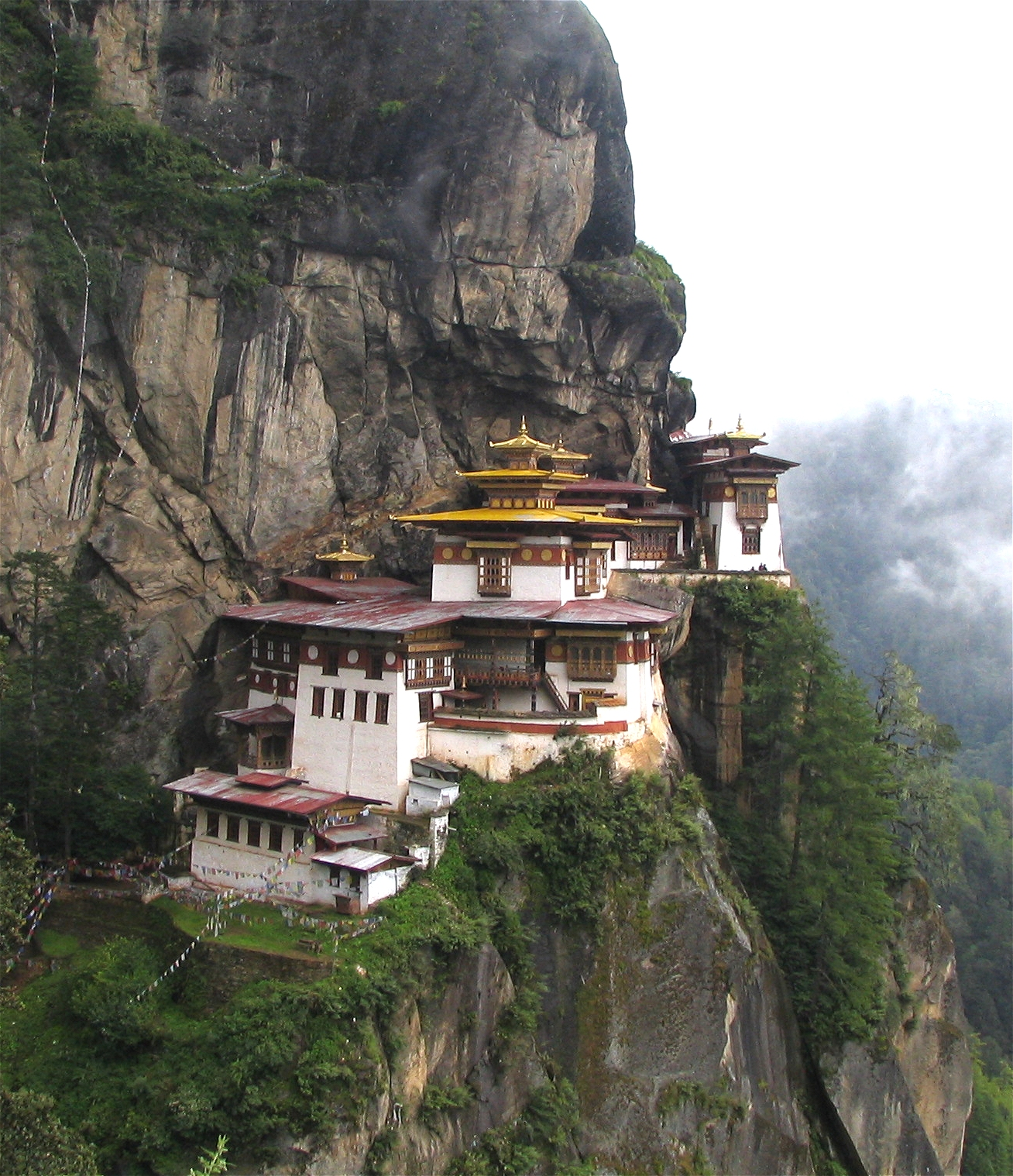
Таксанг-лакханг у Бутані

Лакханг (lhakhang) — малий буддійський храм або малий монастир, що містить дорогоцінні реліквії і має особливу цінність або знаходиться під заступництвом короля чи князя.
Лакханги є як правило в Тибеті і Бутані. Основним завданням ченців у лакхангу є підтримка святого місця, прийом паломників і здійснення медитацій. На відміну від лакхангу, ґомпа — це порівняно великий монастир, в якому проживає і навчається значна кількість ченців. Лакханг може також входити до складу великого монастиря як окремий храм.
Найбільш відомі лакханги — Таксанг-лакханг і Курджей-лакханг у Бутані.